# (281820) Monnaves
(281820) Monnaves est un astéroïde de la ceinture principale.

## Description
(281820) Monnaves est un astéroïde de la ceinture principale. Il fut découvert le 9 décembre 2009 à Cabrils par l'observatoire Montcabre. Il présente une orbite caractérisée par un demi-grand axe de 2,55 UA, une excentricité de 0,19 et une inclinaison de 8,6° par rapport à l'écliptique.

## Compléments